# Tomasz Kamusella

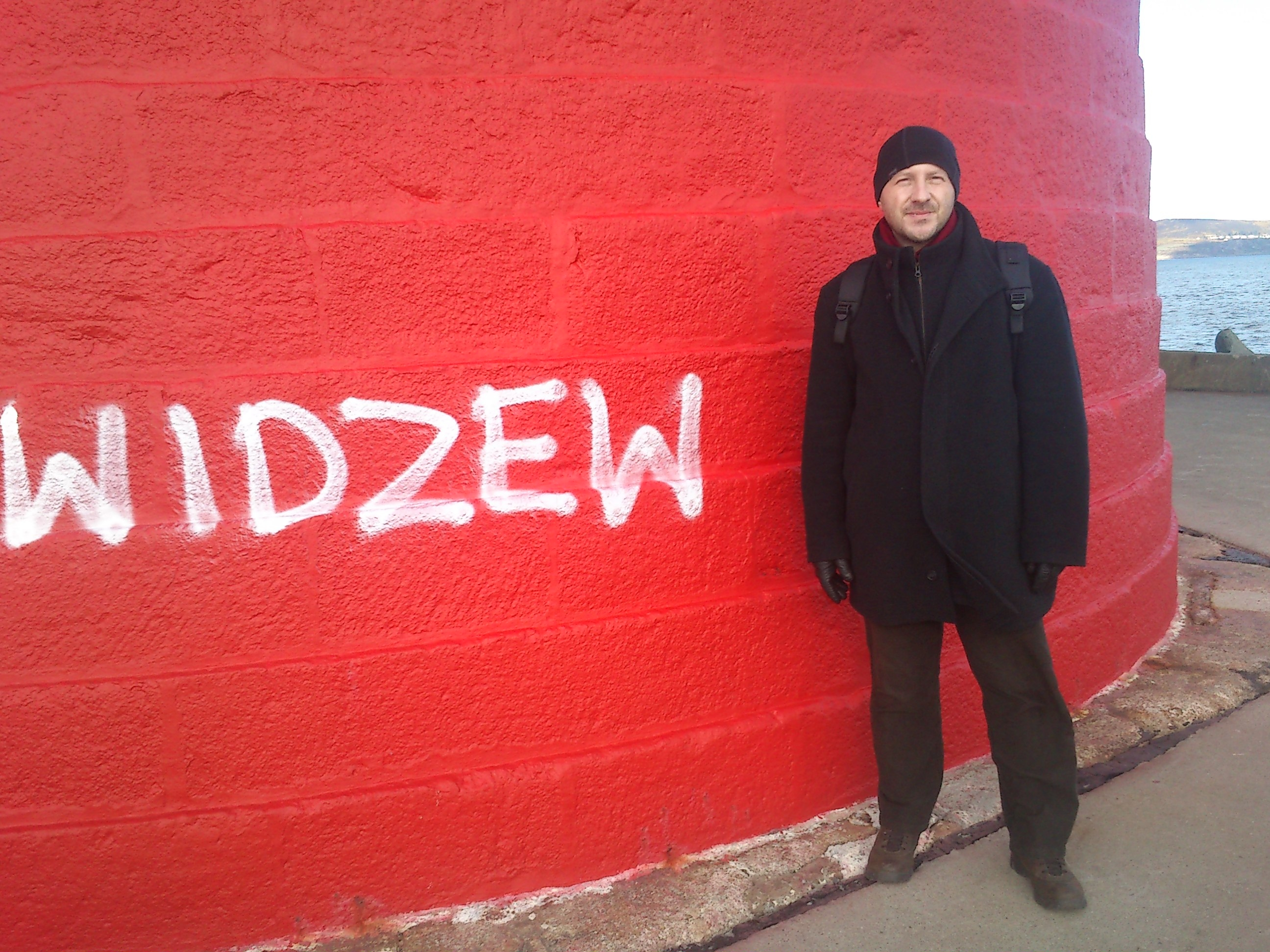
T. Kamusella u podnóża Poolbeg Lighthouse w porcie w Dublinie, luty 2012

Tomasz Kamusella (ur. 1967 w Koźlu) – polski historyk i interdyscyplinarysta, zajmujący się dziejami i polityką językową Europy Środkowej oraz Śląska, teorią narodu i nacjonalizmu (szczególnie etnicznojęzykowego), integracją europejską, a także socjolingwistyką oraz mniejszościami etnicznymi i narodowymi. Członek rzeczywisty (Fellow) Królewskiego Towarzystwa Historycznego.

## Życiorys
Ukończył filologię angielską na Uniwersytecie Śląskim, magisterium w zakresie literatury anglojęzycznej RPA na Potchefstroom University (obecnie North-West University) w RPA i europeistykę na Central European University w Pradze. W 2001 roku uzyskał stopień doktora nauk humanistycznych z zakresu nauk politycznych w Instytucie Zachodnim w Poznaniu. Od 2011 roku jest doktorem habilitowanym z zakresu kulturoznawstwa, obroniwszy habilitację w Szkole Wyższej Psychologii Społecznej w Warszawie.
W marcu 1996 jako pierwszy w Polsce otrzymał nominację na stanowisko pełnomocnika wojewody do spraw integracji europejskiej z rąk wojewody opolskiego Ryszarda Zembaczyńskiego. Następnie w latach 1999–2002 był doradcą marszałka opolskiego Stanisława Jałowieckiego do spraw współpracy z zagranicą.

## Działalność naukowa i publikacje
W latach 2001–2007 pracował jako adiunkt w Instytucie Filologii Wschodniosłowiańskiej Uniwersytetu Opolskiego, w okresie 2007–2010 w School of Languages, Literatures and Cultural Studies na Trinity College w Dublinie, a w roku akademickim 2010/11 w Katedrze Studiów Europejskich na Uniwersytecie Ekonomicznym w Krakowie. Od 2011 roku zatrudniony jest w School of History na University of St Andrews w Szkocji.
Był stypendystą m.in. Europejskiego Instytutu Uniwersyteckiego we Florencji, John W. Kluge Center w Bibliotece Kongresu Stanów Zjednoczonych w Waszyngtonie, Instytucie Nauk o Człowieku w Wiedniu, w Instytucie Herdera w Marburgu, oraz w Slavic Research Center na Uniwersytecie Hokkaido w Sapporo.
Opublikował dwieście kilkadziesiąt artykułów dotyczących różnych aspektów nacjonalizmu, polityki językowej, integracji europejskiej oraz dziejów Europy nowożytnej. Zaproponował, a następnie prowadził do 2010 roku dział anglojęzyczny o tytule Specific Nationalisms w półroczniku PAN Sprawy Narodowościowe. Seria Nowa Założył, i wspólnie z Krzysztofem Jaskułowskim redaguje serię książkową Nationalisms Across the Globe publikowaną przez Wydawnictwo Peter Lang. Zajmuje się wpływem polityki na myślenie o językach oraz udziałem filologii w procesach narodowotwórczych.

## Publikacje

### Książki w języku polskim
- Ślōnsko godka / The Silesian Language. 2014. Zabrze: NOS, 196 str. ISBN 978-83-60540-22-0.
- Warszawa wie lepiej – Ślązaków nie ma. O dyskryminacji i języku śląskim [Warsaw Knows Better – The Silesians Don’t Exist: On Discrimination and the Silesian Language]. 2014. Zabrze, Poland: NOS, 174 str. ISBN 978-83-60540-21-3.
- Maski i twarze nacjonalizmu. 2008. Zabrze, Poland: NOS, 284 s., ISBN 978-83-60540-84-8.
- O Schlonzsku i nacjonalizmie. 2008. Zabrze: NOS, 148 s, ISBN 978-83-60540-60-2.
- Uwag kilka o dyskryminacji Ślązaków i Niemców górnośląskich w postkomunistycznej Polsce. 2007. Zabrze: NOS, 28 s., ISBN 978-83-60540-68-8.
- Schlonzsko: Horní Slezsko, Oberschlesien, Górny Śląsk. Esej o regionie i jego mieszkańcach (2. wydanie, przejrzane i poszerzone). 2006. Zabrze, Poland: NOS, 148 s., ISBN 978-83-60540-51-0.
- W bżuhu vieloryba (z przedmową Wojciecha J. Burszty). 2006. Toruń: Wydawnictwo A Marszałek, 305 s, ISBN 978-83-7441-383-1.
- Schlonzska mowa. Język, Górny Śląsk i nacjonalizm (Vol II). 2006. Zabrze: NOS, 151 s., ISBN 83-919589-2-2.
- Schlonzska mowa. Język, Górny Śląsk i nacjonalizm (Vol I). 2005. Zabrze: NOS, 187 s., ISBN 83-919589-2-2.
- Schlonzsko: Horní Slezsko, Oberschlesien, Górny Śląsk. Esej o regionie i jego mieszkańcach. 2001. Elbląg: Elbląska Oficyna Wydawnicza, 108 s, ISBN 83-913452-2-X.

### Książki w języku angielskim
- (współautorzy: Asnake Kefale and Christopher Van der Beken) Eurasian Empires as Blueprints for Ethiopia: From Ethnolinguistic Nation-State to Multiethnic Federation. 2021. London: Routledge, 162pp. ISBN 9781003158097[7]
- Limits / Styknie (dwujęzyczne, angielsko-slaskie wydanie opowiadań, przetłumaczone z angielskiego na śląski przez Marcina Melona(inne języki)). 2019. (Ser: Ślōnski druk. Modernŏ literatura pō naszymu). Kotōrz Mały: Silesia Progress. ISBN 978-83-65558-28-2, 324pp.[8][9][10]
- Ethnic Cleansing During the Cold War: The Forgotten 1989 Expulsion of Bulgaria’s Turks (Ser: Routledge Studies in Modern European History). 2018. London: Routledge, 328 s. ISBN 978-1-138-48052-0.
- The Un-Polish Poland, 1989 and the Illusion of Regained Historical Continuity. 2017. Basingstoke: Palgrave Pivot, 162 s., ISBN 978-3-319-60035-2.
- Creating Languages in Central Europe During the Last Millennium. 2014. Basingstoke: Palgrave Pivot, 168 pp.; ISBN 978-1-137-50783-9[11].
- The Upper Silesian Creole. 2014. Zabrze: NOS, 204 pp., ISBN 978-83-60540-33-6.
- The Silesians and Their Language: Between Germany, Poland and Szlonzokian Nationalism / Szlonzocy (Ślązacy) i ich język pomiędzy Niemcami, Polską a szlonzskim (śląskim) nacjonalizmem. 2009. Zabrze: NOS, 122 s., ISBN 978-83-60540-93-0.
- The Politics of Language and Nationalism in Modern Central Europe (Foreword by Professor Peter Burke). 2008. Basingstoke, Wielka Brytania: Palgrave(inne języki), 1168 s.; ISBN 978-0-230-55070-4, ISBN 0-230-55070-3. (Wydanie w miękkiej okładce w roku 2012.)
- Silesia and Central European Nationalisms: The Emergence of National and Ethnic Groups in Prussian Silesia and Austrian Silesia, 1848-1918 (Ser: Central European Studies; Foreword by Professor Charles W. Ingrao(inne języki)). 2007. West Lafayette, [w:] Purdue University Press, 386 s.; ISBN 978-1-55753-371-5, ISBN 1-55753-371-7.
- Polsko-angielsko-niemiecki glosariusz regionalny / The Polish-English-German Regional Glossary. 2006. Zabrze: NOS, 160 s., ISBN 978-83-60540-53-4.
- Polsko-angielsko-niemiecki glosariusz regionalny Województwa Opolskiego / The Polish-English-German Glossary of the Regional Terminology of the Opole Voivodeship. 2004. Opole: Oficyna Piastowska, 130 s., ISBN 83-89357-18-6.
- The Szlonzoks and Their Language: Between Germany, Poland and Szlonzokian Nationalism. 2003. Florencja, European University Institute: Working Papers Series of the Department of History and Civilization (HEC 2003/1), 50 s. .
- The Dynamics of the Policies of Ethnic Cleansing in Silesia During the Nineteenth and Twentieth Centuries (research work). 2000. Prague: Research Support Scheme, 710 s.[12]
- A Dictionary of English Homophones with Explanations in Polish. 1992. Potchefstroom: Potchefstroom University and Katowice: Uniwersytet Slaski, 180ss.[13]

### Redakcja prac zbiorowych w języku angielskim
- Wraz z Finex Ndhlovu, red. 2018. The Social and Political History of Southern Africa’s Languages. London: Palgrave Macmillan, 412ss. ISBN 978-1-137-01592-1[14]
- Wraz z Motoki Nomachi i Catherine Gibson, red. 2017. Central Europe Through the Lens of Language and Politics: On the Sample Maps from the Atlas of language Politics in Modern Central Europe (Ser: Slavic Eurasia Papers, Vol 10). Sapporo: Slavic-Eurasian Research Center, Hokkaido University, 111ss +10 map. ISBN 978-4-938637-91-0[15]
- Wraz z Motoki Nomachi i Catherine Gibson, red. 2016. The Palgrave Handbook of Slavic Languages, Identities and Borders. Basingstoke: Palgrave, 582ss. ISBN 978-1-137-34838-8[16]
- Wraz z James Bjork, Tim Wilson i Anna Novikov, red. 2016. Creating Nationality in Central Europe, 1880-1950: Modernity, Violence and (Be)longing in Upper Silesia (Ser: Routledge Studies in the History of Russia and Eastern Europe, Vol 25). London: Routledge, 252ss. ISBN 978-0-415-83596-1[17].
- Wraz z M. Nomachi, red. 2014. The Multilingual Society of Vojvodina: Intersecting Borders, Cultures and Identities. Sapporo, Japonia: Slavic Research Center, Hokkaido University. ISBN 978-4-938637-78-1.
- Wraz z K. Jaskułowskim, red. 2009. Nationalisms Today. Oxford & Bern: Peter Lang.
- Wraz z Wojciechem Bursztą i Sebastianem Wojciechowskim, red. 2006. Nationalisms Across the Globe: An Overview of Nationalisms in State-Endowed and Stateless Nations (Vol. 2: The World). Poznań: Wyższa Szkoła Nauk Humanistycznych i Dziennikarstwa, 558 s.; ISBN 83-87653-51-9, ISBN 83-87653-41-1.
- Wraz z W. Bursztą i S. Wojciechowskim, red. 2005. Nationalisms Across the Globe: An Overview of Nationalisms in State-Endowed and Stateless Nations (Vol 1: Europe). Poznań: Wyższa Szkoła Nauk Humanistycznych i Dziennikarstwa, 502 s.; ISBN 83-87653-51-9, ISBN 83-87653-41-1.

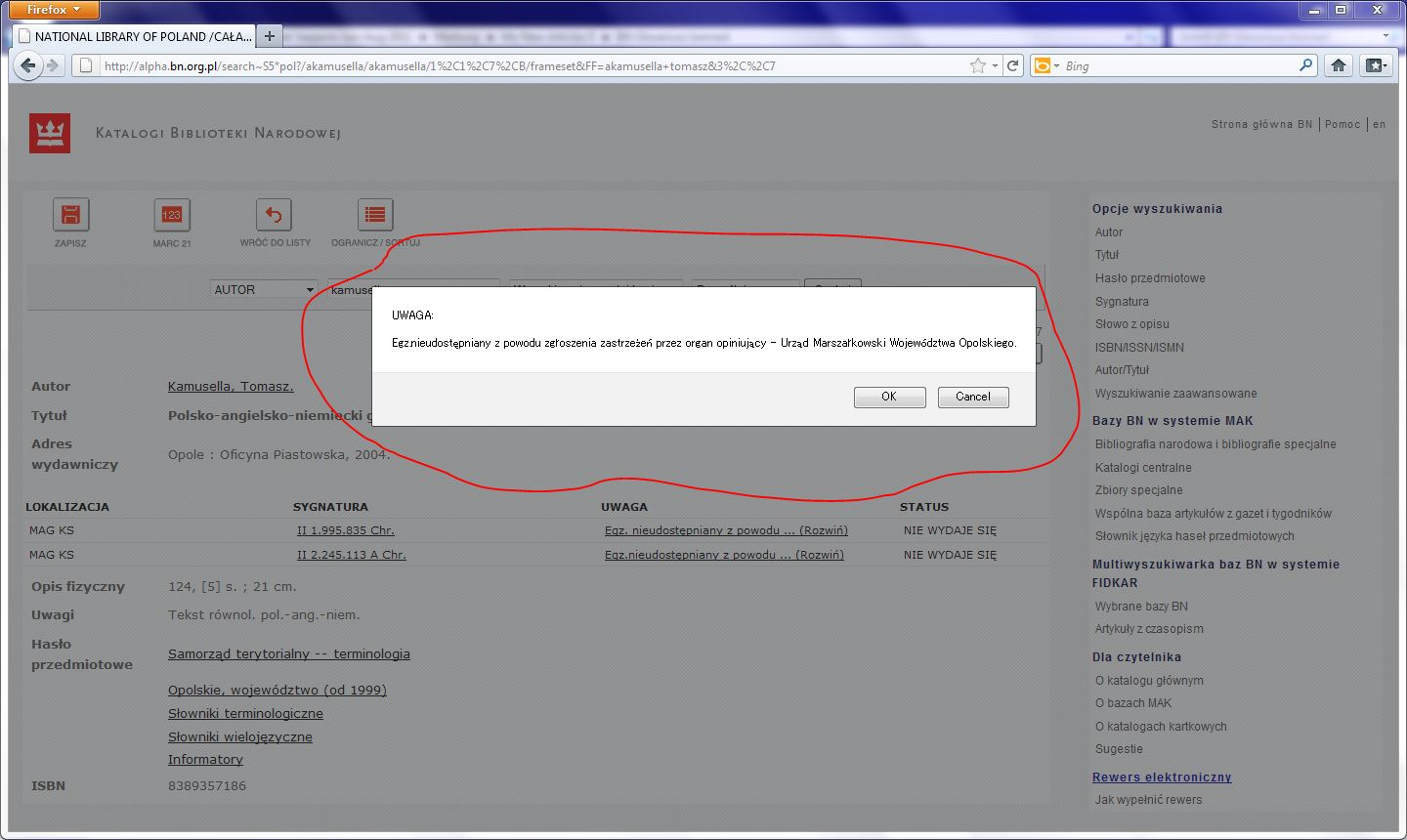
Komunikat dotyczący książki Kamuselli w katalogu Biblioteki Narodowej

- Współpraca w redakcji i pisaniu: Karl Cordell, red. 2000. The Politics of Ethnicity in Central Europe. London: Macmillan and New York: St Martin’s Press. ISBN 0-333-73171-9.

## Kontrowersje
Nakład Polsko-angielsko-niemieckiego glosariusza regionalnego Województwa Opolskiego, napisanego przez Kamusellę w okresie sprawowania przez niego funkcji w zarządzie województwa, został wycofany w 2004 przez opolski Urząd Marszałkowski decyzją marszałka Grzegorza Kubata. Publikacja miała tłumaczyć nowe pojęcia związane z akcesją Polski do Unii Europejskiej. Powodem do wycofania z obiegu jej stu wydrukowanych egzemplarzy stał się załączony do niej bez konsultacji z nowymi władzami województwa dodatek historyczno-statystyczny. Znalazło się w nim skandaliczne w ocenie marszałka Kubata określenie Śląska w latach 1945–1991 „częścią wschodnich ziem niemieckich pod tymczasową administracją Polski i ZSRR”, a także inne sformułowania sugerujące odrębność Śląska Opolskiego od Polski (np. „Polska wraz z Województwem Opolskim w NATO, 1999”). 
W rozumieniu Aliantów zachodnich, które determinowało punkt widzenia Republiki Federalnej Niemiec, do ratyfikacji w 1992 polsko-niemieckiego traktatu granicznego z 1990 status powojennej granicy państwowej na Odrze i Nysie Łużyckiej nie był uregulowany w świetle prawa międzynarodowego, a Niemiecka Republika Demokratyczna była „państwem nieuznawanym przez społeczność międzynarodową”. 
Poseł Ruchu Katolicko-Narodowego Jerzy Czerwiński uznał publikację Glosariusza za incydent o charakterze rewizjonistycznym, a senator Unii Wolności Dorota Simonides zarzuciła Kamuselli „powielanie poglądów Eriki Steinbach” i zażądała od władz województwa wyjaśnienia sprawy. Zarząd województwa wydał oświadczenie, w którym zarzucił Kamuselli nadużycie swojego zaufania poprzez zamieszczenie „treści niezgodnych z polską racją stanu” i wykorzystanie swojego autorytetu dla „niejasnych celów politycznych”. Od publikacji odciął się także Wojciech Potocki, redaktor naczelny „Nowej Trybuny Opolskiej”, której logo znalazło się na ostatniej stronie wydania.
Dwa egzemplarze Glosariusza zdeponowane w Bibliotece Narodowej pozostawały do 2012 niedostępne dla czytelników (według sformułowania dziennikarza „Nowej Trybuny Opolskiej” na „indeksie ksiąg zakazanych”) na podstawie niejawnego polecenia Urzędu Marszałkowskiego, co Kamusella określił „cenzurą”.